# 주백륙
주백륙(朱百六, 생몰년 미상)은 중국 구용(句容) 출신의 인물로 주중팔(朱仲八)의 아들이자 주사구의 아버지, 주초일의 조부, 주세진의 증조부, 홍무제의 고조부이다. 현황후(玄皇后)로 추존된 호씨(胡氏)와의 사이에서 장남 주사오(朱四五), 명태조의 증조부인 차남 주사구를 낳았다.
1368년, 주원장이 명을 건국하자 묘호 덕조(德祖), 시호 현황제(玄皇帝)로 추존되어 조릉(祖陵)에 매장되었다.